# Биссон, Батист Пьер Франсуа Жан Гаспар
Батист Пьер Франсуа Жан Гаспар Биссон (фр. Baptiste Pierre François Jean Gaspard Bisson; 1767—1811) — французский военный деятель, дивизионный генерал (1805 год), граф (1808 год), участник революционных и наполеоновских войн. Имя генерала выбито на Триумфальной арке в Париже.

## Биография

### Происхождение и ранняя служба
Родился в семье Пьера Биссона (фр. Pierre François Bisson; ок.1736—), старшего барабанщика пехотного полка Дофина, и его супруги Франсуазы Годлив Дешан (фр. Françoise Godeliève Deschamps; 1738—). Сын последовал по стопам отца, и 10 июля 1772 года,  в 5-летнем возрасте был принят на службу в полк, в котором служил его отец. 6 марта 1783 года начал действительную службу в полку рядовым, через два года, 24 августа 1785 года был переведён в гренадерскую роту из-за своего большого роста.
С началом революции 15 июля 1789 года вступил в Национальную гвардию Парижа, и был произведён в старшие сержанты. После этого он уехал к своему брату Жан-Луи в Дюнкерк и 18 октября присоединился к местной национальной гвардии в качестве простого егеря; в январе месяца 1790 года был восстановлен в своём прежнем звании. Как на опытного солдата, на него была возложена обязанность обучать добровольцев.
23 августа 1791 года женился в Дюнкерке на Эмили Ледюк (фр. Emilie Adélaïde Leduc; 1767—1801), среди предков которой был знаменитый капер Жан Бар. В браке родилась дочь Мария (фр. Marie Françoise Amélie Bisson; 1792—). Однако отношения между двумя супругами ухудшились, и 29 августа 1799 года пара развелась. При этом мать первоначально сохранила опеку над ребёнком. Впоследствии, генерал забрал её и воспитал за свой счёт в пансионе мадам де Моклер в Париже, заведении, считавшемся тогда самым благородным в столице.

### Революционные войны
1 сентября 1791 года вступил во 2-й батальон волонтёров Нора, и был избран капитаном, получив под своё начало гренадерскую роту. В кампании 1792 года сражался в рядах Северной армии. В 1793 году – в Арденнской армии. Отличился 23 мая 1794 года при обороне Шатле, где во главе 60 гренадеров и 50 драгун смог сдержать наступление 6000 неприятелей, которых поддерживало 7 орудий. Разрушив городской мост, он разместил своих гренадеров в качестве застрельщиков, а драгун расположил в три взвода на правом берегу, чтобы поддержать отступление гренадеров. Противник, продвигаясь вперёд, увидел большое количество стрелков, подумал, что в этом месте находятся более крупные силы, но тем не менее атаковал город. Затем Биссон остался там один с двумя барабанами, в которые он бил в разных точках, чтобы и дальше заставлять людей верить в развертывание большого количества войск. Вскоре к Шатле подошёл генерал Легран с бригадой, и неприятель предпочёл ретироваться. За эти умелые действия 19 июня 1794 года Биссон был произведён в командиры батальона, и 2 июля переведён в состав Самбро-Маасской армии. Следующего повышения Гаспару не пришлось ждать долго, и уже 19 сентября 1794 года он стал полковником, и возглавил 26-ю линейную полубригаду, которая была частью дивизии генерала Марсо. Отличился 8 декабря 1795 года в деле при Майсенхайме, где во главе батальона из 417 человек атаковал и прорвал строй противника, в десять раз превосходивший его по численности. Потеряв в этом упорном бою треть своих солдат, он всё таки смог переправиться через реку Наэ, и воссоединиться с основными своими силами в Кирне. 4 мая 1796 года его полубригада влилась в состав 108-й линейной полубригады.

### Во главе 43-й линейной полубригады
23 мая 1796 года Биссон принял командование 43-й линейной полубригадой в дивизии генерала Коло. 10 июля 1796 года полубригада отличилась, когда она с помощью драгунского полка взяла штурмом небольшой городок Фридберг, защищаемый значительно превосходящим по численности противником. 24 августа 1796 года сражался при Амберге. 18 октября 1796 года офицеры 108-й полубригады прислали ему грамоту за хорошую службу. В конце октября 1796 года 43-я полубригада была отправлена для усиления Итальянской армии в составе 20-тысячного корпуса. Действуя в составе дивизии генерала Гиё корпуса генерала Массена, отличился 16 марта при переправе через Тальяменто, где под шквальным огнём австрийской артиллерии достигает противоположного берега и захватывает  деревню Чивидале, в результате чего в руки французов попадает большое количество пленных. Затем участвовал во взятии деревни Степицца и форта Кьюза. 2 апреля 43-я начала марш в сторону Австрии. 13-го числа она была в Леобене. 15 числа подписанное в этом городе перемирие остановило наступление французов. 43-я отступает в Верону, где размещае гарнизоны. Затем её отправили обратно во Францию, в Лилль, куда она прибыла в январе 1798 года. Затем 15 июня того же года она отправилась в Кобленц, и входила в состав наблюдательной армии на Рейне, где судьба круглый год удерживала ее от боевых действий. В начале 1800 года 43-я полубригада была вызвана Бонапартом в Париж, и включена в состав новоформирующейся Резервной армии. 19 февраля Бонапарт, проводя смотр этих войск во дворе Тюильри, остановился перед 43-й, чтобы отдать честь изрешечённому пулями флагу. 27 апреля генерал Дюпон, начальник штаба новой армии, включил в повестку дня 43-ю как образец подготовки и поведения. В кампании 1800 года полубригада действовала в составе бригады генерала Риво вместе с 96-й линейной, и была частью дивизии Шамбарлака корпуса Виктора. С 18 по 20 мая 43-я переправилась через Большой Сен-Бернар. 24 мая прошла у форта Бар. 1 и 2 июня корпус Виктора силой форсировал Тичино у Турбиго. 3 июня вошла в Милан, 6 июня – в Лоди. 8 июня встретила противника в победоносном бою у Брони. 9 июня 43-я прибыла только в середине дня, около 4 часов, чтобы усилить дивизию Ланна. Полубригада переместилась на левый фланг Ланна и решительно поддержала дивизию тремя батальонами, расположенными бок о бок и атакующими в штыки. В центре был 3-й батальон в атакующей колонне под руководством генерала Риво, слева от него – 2-й батальон, справа – 1-й батальон. Расположившись таким образом, 43-я захватила шесть небольших холмов, отбросив назад 3000 австрийцев. При отступлении противник прочно закрепился в замке Дордоне. 3-й батальон атаковал его и захватил цитадель, убив 150 человек и взяв столько же пленных. Со своей стороны, 2-й батальон взял пушку и заставил экипажи двух других поспешно бежать. В 8 часов вечера битва закончилась. «3 батальона 43-го полка, — писал на следующий день генерал Риво, — сражались с величайшей доблестью и оказали армии важную услугу; призывники соревновались в храбрости со старыми солдатами». 13 июня, продвигаясь со всей армией навстречу австрийцам, 43-я закрепилась в деревне Маренго. На следующий день два её батальона располагались сразу левее Маренго, а 3-й на окраине перед деревней, когда в 10 часов утра начался бой. Дивизия Шамбарлака не имела ни одного орудия для борьбы с многочисленной артиллерией противника. В десять часов австрийцы сосредоточили свои основные усилия на бригаде Риво, и особенно на 1-м батальоне 43-го; плотный огонь остановил голову неприятельской колонны и заставил её отступить. Около часа дня главнокомандующий вражеской армией Мелас с 3000 гренадер и которого поддерживала всё более многочисленная артиллерия, повёл новую мощную атаку на 43-ю. В конечном итоге нападавшие подошли с фронта и фланга к деревне Маренго. Позиция оспаривалась шаг за шагом, несколько раз была взята и отбита и, наконец, сдана противнику после яростного наступательного ответного удара со штыком, который заставил австрийцев мгновенно отступить. Отброшенные назад, наши замечательные солдаты всё ещё могли удерживать свои позиции в садах и за деревней, продолжая сражаться и всегда надеясь вернуть себе преимущество. Около трёх часов судьба дня, казалось, была предрешена бесповоротно; враг видел, что почти одержал победу, и французская армия усилила своё отступление. В этот момент на поле боя прибывает генерал Дезе, и соединив остатки дивизии Шамбарлака со своими, бросился навстречу австрийцам; его поддерживает кавалерия Келлермана. Первые линии противника были опрокинуты без сопротивления и распространили беспорядок в тыл колонн. Менее чем за три четверти часа обширная равнина Маренго, на завоевание которой австрийцам потребовался целый день, была на полном ходу вновь занята французами. Этот дерзкий переход в наступление, осуществлённый с неописуемым единством и энтузиазмом, сломил сопротивление противника на всех участках и изменил исход дня. В четыре часа деревня Маренго была отбита штыками, во главе с 43-й, войсками, которые так доблестно сражались за неё этим утром. Австрийцы были в полном замешательстве. Потери 43-й у Маренго были огромны: половина её сил, около тысячи человек, была выведена из строя. В частности, 1-й батальон был почти полностью уничтожен.

### Бригадный генерал
За блестящую кампанию Биссон был награждён Первым консулом званием бригадного генерала 5 июля 1800 года, и возглавил 2-ю бригаду 2-й дивизии правого крыла Итальянской армии. 15 августа офицеры 43-й линейной полубригады направили своему бывшему командиру бригады грамоту за хорошую службу: «Он всегда подавал нам пример мужества и республиканской энергии своей нравственностью, поведением и военными талантами... он разработал все тактические средства, на которые мы имели основания надеяться от просвещенного лидера, служащего нашим проводником на поле чести». 26 декабря в составе дивизии генерала Буде вновь проявил себя при переправе через Минчо в Монцамбано. Посланный после битвы в погоню за беглецами, он преследовал их до высот Валледжо и на следующую ночь захватил замок Кастель-Нуово.

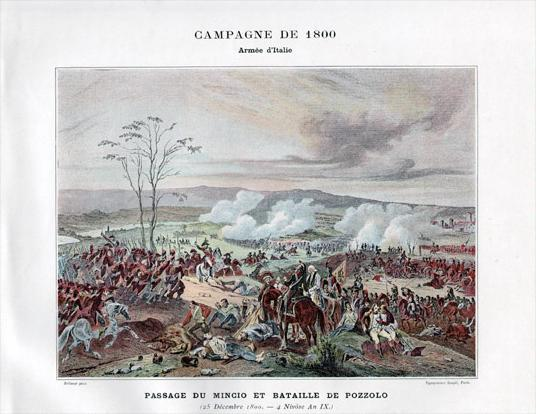
Переправа через Минчо

1 июля 1801 года вернулся домой и оставался без служебного назначения. 23 сентября 1801 года вернулся к службе и был назначен в 6-й военный округ. 26 сентября 1801 года женился в Меце во второй раз на Марии Форнье (фр. Marie Amélie Fornier; 1767—), дочери почтмейстера. В браке родились семеро детей, только один из которых, сын Пьер (фр. Pierre Jean Baptiste Nicolas Gaspard Bisson; 1811—1851), достиг совершеннолетия.
После создания Армии Берегов Океана, с 29 августа 1803 года командовал 1-й бригадой пехотной дивизии генерала Сент-Илера в лагере Сент-Омер. 27 октября 1804 года получил приглашение на коронацию Наполеона.

### Дивизионный генерал
1 февраля 1805 года Биссон стал дивизионным генералом, и 2 марта заменил на посту командира 1-й пехотной дивизии лагеря в Брюгге генерала Удино. В составе 3-го армейского корпуса маршала Даву участвовал в кампании 1805 года. 29 августа дивизия покинула лагерь Амблетёз и 25 сентября переправилась через Рейн в Мангейме. После этого была направлена на Нойбург, где 7 октября форсировала Дунай и расположилась в Дахау. 23 октября дивизия выступила против русских. Инн был переправлен у Мюльдорфа 27 октября после боя. 30 октября нагнала неприятеля у Мерсберга и взяла 500 пленных. 31 октября французы обнаружил арьергард противника на позиции у Ламбаха. 17-й и 30-й линейные из дивизии Биссона энергично атаковали и заставили их отступить, забрав 2 пушки и 200 пленных. 1 ноября генерал Биссон был тяжело ранен в руку при переправе через Траун, и сдал командование адъютанту Наполеона Каффарелли.
20 мая 1806 года был назначен командующим 6-го военного округа в Безансоне. 22 сентября 1806 года возглавил 5-й военный округ в Страсбурге. С началом войны против Пруссии прибыл в расположение Великой Армии и стал 23 октября 1806 года генерал-губернатором Брауншвейг-Люнебурга. 6 марта 1807 года сменил на должности командира пехотной дивизии генерала Гарданна из 6-го корпуса Нея. Блестяще проявил свои военные способности в сражениях при Гуттштадте и Фридланде в июне 1807 года. В решающем сражении Польской кампании в 17 часов Наполеон дал сигнал атаковать русские войска Беннигсена. Две дивизии корпуса Нея, дивизия генерала Маршана справа и дивизия Биссона слева, начали наступление и постепенно оттеснили противника. Однако, пока солдаты Нея опасно углублялись в русские позиции, разрушительный артиллерийский огонь, за которым последовала контратака резервной кавалерии Беннигсена, посеяли панику среди войск Маршана и Биссона, которые отступили с большими потерями. В этот момент Наполеон бросил в бой 1-й корпус генерала Виктора, который быстро расстроил левое крыло русских. Воспользовавшись отходом неприятеля, люди Нея перегруппировались и снова ринулись в атаку, непосредственно способствуя захвату Фридланда около 20:00.

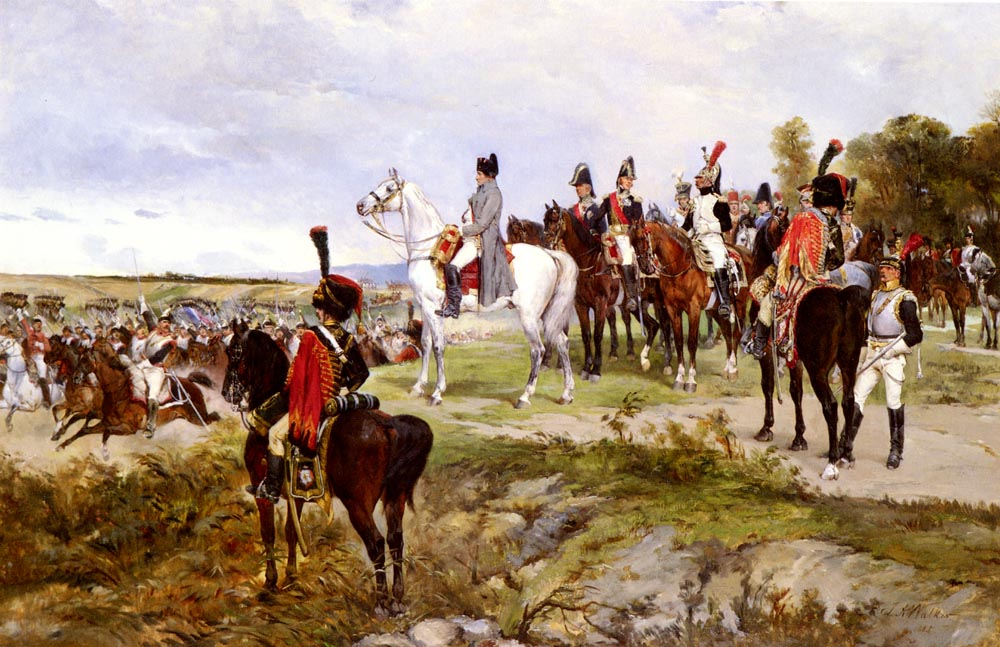
Наполеон наблюдает за битвой при Фридланде

10 марта 1808 года император пожаловал генералу дотации в размере 20 000 франков с Вестфалии и еще 30 000 франков с Ганновера.
Осенью 1808 года 6-й корпус был переброшен на Пиренейский полуостров. 25 октября войска Нея со штыками вошли в Логроньо, затем переправились через Эбро. 8 ноября 1808 года сдал командование дивизией, и был назначен губернатором Наварры.

### Последние годы службы
28 марта 1809 года переведён в Италию. Здесь он возглавил колонну из 2000 призывников, но был быстро разбит тирольскими повстанцами и австрийскими войсками генерала Шателера. Несмотря на подкрепление из 1300 баварцев, подошедших по пути, войска Биссона были окружены в Инсбруке и 13 апреля вынуждены сложить оружие. После освобождения он был назначен губернатором Фриули и графства Градиска 22 декабря 1809 года. Он также был губернатором Мантуи и возглавлял военный совет, приговоривший к смерти в феврале 1810 года тирольского лидера Андреаса Гофера, захваченного в плен несколькими неделями ранее. 9 мая 1810 года возглавил 3-ю территориальную дивизию в Вероне. В возрасте 44 лет умер от инсульта во дворце Боско делла Фонтана, что близ Мармироло.

## Личность
С чисто военной точки зрения генерал Биссон считается компетентным и храбрым офицером. Во время своего пребывания в Испании он также был известен своей честностью и вниманием к дисциплине, предотвратив разграбление испанского монастыря его солдатами. Наконец, хотя он и стал «первым французом, побеждённым тирольцами», Биссон был сердечен с Андреасом Гофером, которого много раз посещал в его камере.
Он не только пользовался репутацией большого храбреца, но и большого гурмана. Его аппетит был таков, что он получал от Императора дополнительные средства. Несмотря на высокий рост, он сильно располнел и не мог ездить верхом. В «Новой биографии современников» резюмируют характер Гаспара: «Генерал Биссон был человеком огромной силы и роста. С Геркулесом древних он имел и ещё одно сходство: он был наделён всепожирающим аппетитом. То, что он съедал за день, с лихвой накормило бы несколько человек». Генерал Гриуа в своих мемуарах свидетельствует, что «он [Биссон] был вынужден построить повозку с колёсами и пружинами, намного более прочными, чем обычно». Брилья-Саварен посвятил ему следующие строки в своей физиологии вкуса: «Таким образом, - говорил он, - генерал Биссон, который каждый день выпивал восемь бутылок вина, казалось не влияли на него. У него был стакан, больший чем у других, и опустошался он чаще; но похоже, что он не обращал на это внимания; и, выпивая шестнадцать литров жидкости, это ему не мешало шутить и отдавать приказы, чем если бы он только выпил графин».

## Воинские звания
- Рядовой (6 марта 1783 года);
- Старший сержант (15 июля 1789 года);
- Капитан (1 сентября 1791 года);
- Командир батальона (19 июня 1794 года);
- Полковник (19 сентября 1794 года);
- Бригадный генерал (5 июля 1800 года);
- Дивизионный генерал (1 февраля 1805 года).

## Титулы
- Граф Биссон и Империи (фр. comte Bisson et de l'Empire; декрет от 19 марта 1808 года, патент подтверждён 10 сентября 1808 года в Сен-Клу)[2][3].

## Награды
Легионер ордена Почётного легиона (11 декабря 1803 года)
 Командор ордена Почётного легиона (14 июня 1804 года)
 Великий офицер ордена Почётного легиона (25 декабря 1805 года)
 Кавалер ордена Железной короны (23 декабря 1807 года)